# Giovanni Caldesi
Giovanni Caldesi (Arezzo, 1650 – Firenze, 1732  circa) è stato un medico e anatomista italiano.

## Biografia
Fu allievo di Francesco Redi negli studi medici e naturalistici. Dal maestro fu introdotto alla Corte toscana, aiutante di Camera del principe Gian Gastone de' Medici.
A Firenze, con Lorenzo Bellini, Giuseppe Zambeccari, Stefano Lorenzini e lo stesso Redi, perfezionò la sua tecnica zootomica e diede alle stampe un'opera, le Osservazioni anatomiche intorno alle tartarughe marittime, d'acqua dolce e terrestri (1687) che, oltre ad offrire uno studio anatomico originale su questi animali, diffuse nuove acquisizioni sulla morfologia e il funzionamento degli organi dei viventi.
Compì altri studi chirurgici e anatomici, che restano, tuttavia, ancora ignoti.

## Opere
- Osservazioni anatomiche intorno alle tartarughe marittime, d'acqua dolce e terrestri, 1687